# Cornelius Horan

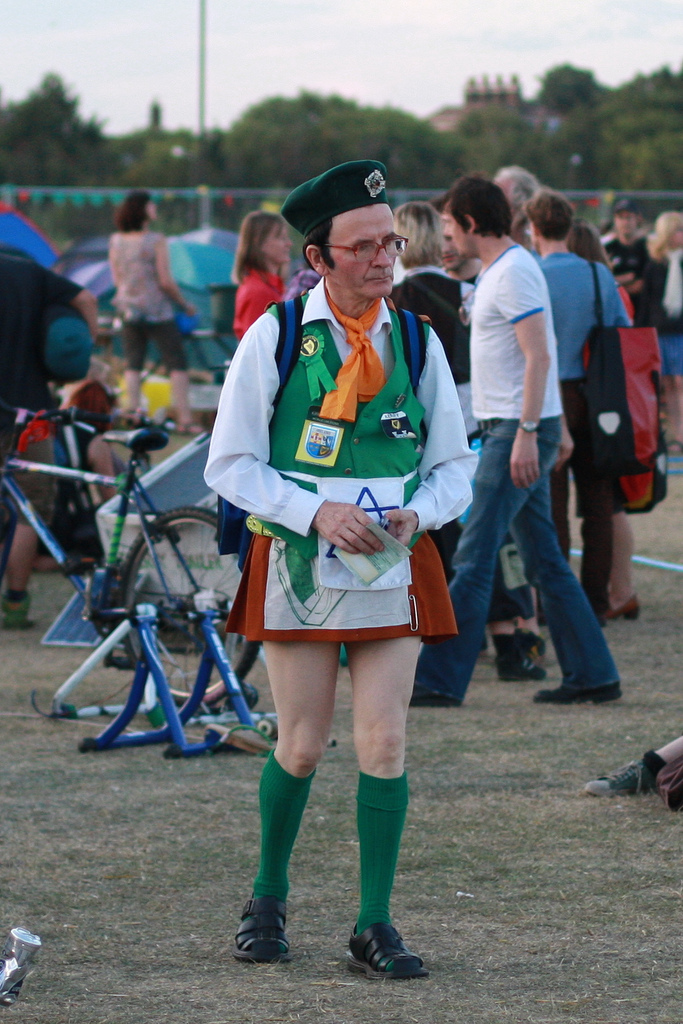
Cornelius „Neil“ Horan (2009)

Cornelius „Neil“ Horan (* 22. April 1947 in Scartaglen, County Kerry) ist ein laisierter irischer römisch-katholischer Priester, der bisher zweimal durch Störungen großer Sportereignisse aufgefallen ist.

## Leben
Horan ist der Zweitgeborene von 13 Geschwistern.
Er stammt aus Knockeenahone, Scartaglen und studierte Theologie am St. Brendan’s College in Killarney  und am St. Peters College in Wexford und wurde 1973 zum Priester geweiht. 1973 trat er seine erste Priesterstelle an der St Mary’s Cathedral in Killarney an. Bereits 1974 zeigte er Interesse an der die Bibel fundamental auslegenden Gruppierung The Apostolic Fellowship of Christ und legte sein Priesteramt nieder. 1980 nahm er es wieder auf.
Horan publizierte ein Buch mit dem Titel A Glorious New World Very Soon to Come, in dem das Ende der Welt prophezeit wurde. Von seinen kirchlichen Vorgesetzten wurde er aufgefordert, sich psychiatrisch behandeln zu lassen. Aufgrund seiner extremen Äußerungen und Veröffentlichungen wurde er 1994 suspendiert.
Beim Großen Preis von Großbritannien am 20. Juli 2003, einem Lauf zur Formel-1-Weltmeisterschaft, rannte er während des Rennens über die Strecke von Silverstone. Nach seiner spektakulären Störung des Formel-1-Rennens wurde er verhaftet, bekannte sich schuldig und wurde zu einer Freiheitsstrafe von zwei Monaten verurteilt.
Am 29. August 2004 lief Horan, der nach ersten Berichten betrunken war, bei den Olympischen Sommerspielen in Athen auf die Marathonstrecke, wo er den bis dahin Führenden des Marathonlaufes der Männer, den Brasilianer Vanderlei de Lima festhielt und an die Seite zog. De Lima wurde schließlich nur Dritter. Sein Angriff auf den Läufer de Lima beim Marathon führte, nachdem ihn andere Zuschauer von der Strecke gezogen hatten, zur Verhaftung durch die griechische Polizei. Im Anschluss wurde er zu einer Haftstrafe von 12 Monaten, die für 3 Jahre  zur Bewährung ausgesetzt wurde, und einer Geldbuße von 3000 Euro verurteilt.
Am 20. Januar 2005 wurde Horan von Kevin McDonald, dem Erzbischof von Southwark, laisiert, nachdem er aus gesundheitlichen Gründen einschließlich Depressionen bereits 10 Jahre lang nicht mehr als Priester gearbeitet hatte. Horan gab später gegenüber der Presse folgende Erklärung ab: „Ich lehne diese Entscheidung vollständig ab. Ich appelliere an das viel höhere Gericht des Himmels und das Gericht Jesu Christi ... Ich kann jetzt nicht predigen, ich kann nicht die Kommunion austeilen – ich bin kaum mehr als ein Heide.“
Während der Fußball-Weltmeisterschaft 2006 in Deutschland wurde Horan von der deutschen Polizei verhaftet, bevor er einen geplanten Protest durchführen konnte, nachdem er der deutschen Bundeskanzlerin Angela Merkel und der 2011 eingestellten Zeitung The Kingdom in der Grafschaft Kerry, Irland, geschrieben hatte, dass er vorhatte, vor dem WM-Finale vor dem Stadion in Berlin einen Friedenstanz aufzuführen. Er sagte der Zeitung The Kingdom, er werde ein Plakat tragen, auf dem stehe: „Adolf Hitler was a good leader who was following the word of Christ“, den Hitlergruß zeigen und im Gestapohauptquartier eine Kerze für Hitler anzünden. Er verbrachte zwei Monate in Untersuchungshaft, wurde jedoch am 15. September 2006 freigelassen, nachdem der Richter das Verfahren eingestellt hatte. Für 2007 erhielt er eine Anti-Social Behaviour Order (ASBO), die ihm untersagte, am Veranstaltungstag die Strecke des London-Marathons zu betreten. Er nahm im Mai 2009 als Tänzer eines irischen Jigs an der 3. Staffel von Britain’s Got Talent teil und erreichte die zweite Runde, jedoch nicht das Halbfinale.